# Gare de Montastruc-la-Conseillère
Montastruc-la-Conseillère vasútállomás Franciaországban, Montastruc-la-Conseillère településen.

## Vasútvonalak
Az állomást az alábbi vasútvonalak érintik:
- Brive-la-Gaillarde–Toulouse-vasútvonal

## Kapcsolódó állomások
A vasútállomáshoz az alábbi állomások vannak a legközelebb:
- Gare de Gragnague
- Gare de Roquesérière
- Gare de Saint-Sulpice-sur-Tarn